# Seria GP2 – Spa-Francorchamps 2012
Runda GP2 na torze Spa-Francorchamps – dziesiąta runda mistrzostw serii GP2 w sezonie 2012.

## Wyniki

### Sesja treningowa
| Nr | Kierowca     | Konstruktor        | Czas     | Okr. |
| -- | ------------ | ------------------ | -------- | ---- |
| 5  | Fabio Leimer | Racing Engineering | 2:22,580 | 8    |

### Kwalifikacje
Źródło: gp2series.com
| Poz. | Nr | Kierowca            | Konstruktor             | Czas     | Poz. s. |
| ---- | -- | ------------------- | ----------------------- | -------- | ------- |
| 1    | 27 | Rio Haryanto        | Carlin                  | 2:17,535 | 1       |
| 2    | 9  | James Calado        | Lotus GP                | 2:17,643 | 2       |
| 3    | 10 | Esteban Gutiérrez   | Lotus GP                | 2:17,736 | 3       |
| 4    | 7  | Marcus Ericsson     | iSport International    | 2:18,058 | 4       |
| 5    | 8  | Jolyon Palmer       | iSport International    | 2:18,368 | 5       |
| 6    | 3  | Davide Valsecchi    | DAMS                    | 2:18,397 | 6       |
| 7    | 18 | Sergio Canamasas    | Venezuela GP Lazarus    | 2:18,582 | 7       |
| 8    | 5  | Fabio Leimer        | Racing Engineering      | 2:18,603 | 8       |
| 9    | 4  | Felipe Nasr         | DAMS                    | 2:18,801 | 9       |
| 10   | 12 | Giedo van der Garde | Caterham Racing         | 2:18,930 | 10      |
| 11   | 14 | Stefano Coletti     | Scuderia Coloni         | 2:19,328 | 11      |
| 12   | 6  | Nathanaël Berthon   | Racing Engineering      | 2:19,721 | 12      |
| 13   | 26 | Max Chilton         | Carlin                  | 2:19,803 | 13      |
| 14   | 15 | Fabio Onidi         | Scuderia Coloni         | 2:20,100 | 24      |
| 15   | 2  | Josef Král          | Barwa Addax             | 2:20,224 | 14      |
| 16   | 24 | Victor Guerin       | Ocean Racing Technology | 2:20,289 | 15      |
| 17   | 17 | Julián Leal         | Trident Racing          | 2:20,455 | 16      |
| 18   | 20 | Ricardo Teixeira    | Rapax                   | 2:20,484 | 17      |
| 19   | 23 | Luiz Razia          | Arden International     | 2:20,712 | 18      |
| 20   | 11 | Rodolfo González    | Caterham Racing         | 2:20,752 | 19      |
| 21   | 25 | Nigel Melker        | Ocean Racing Technology | 2:20,888 | 20      |
| 22   | 21 | Daniël de Jong      | Rapax                   | 2:20,921 | 21      |
| 23   | 16 | Stéphane Richelmi   | Trident Racing          | 2:21,070 | 22      |
| 24   | 22 | Simon Trummer       | Arden International     | 2:21,790 | 23      |
| 25   | 1  | Johnny Cecotto Jr.  | Barwa Addax             | 2:21,942 | 25      |
| 26   | 19 | René Binder         | Venezuela GP Lazarus    | 2:22,795 | 26      |
| Poz. | Nr | Kierowca            | Konstruktor             | Czas     | Poz. s. |

### Główny wyścig

#### Wyścig
Źródło: Wyprzedź Mnie!
| P                 | + / –     | Nr | Kierowca            | Konstruktor             | Okr. | Czas / Strata | Komentarz           |
| ----------------- | --------- | -- | ------------------- | ----------------------- | ---- | ------------- | ------------------- |
| 1                 | 3         | 7  | Marcus Ericsson     | iSport International    | 25   | 1:55:36.519   |                     |
| 2                 | Bez zmian | 9  | James Calado        | Lotus GP                | 25   | +0:11,530     |                     |
| 3                 | 3         | 3  | Davide Valsecchi    | DAMS                    | 25   | +0:13,604     |                     |
| 4                 | 11        | 2  | Josef Král          | Barwa Addax             | 25   | +0:15,098     |                     |
| 5                 | 5         | 12 | Giedo van der Garde | Caterham Racing         | 25   | +0:15,482     |                     |
| 6                 | 12        | 23 | Luiz Razia          | Arden International     | 25   | +0:16,903     |                     |
| 7                 | 9         | 17 | Julián Leal         | Trident Racing          | 25   | +0:26,615     |                     |
| 8                 | 1         | 4  | Felipe Nasr         | DAMS                    | 25   | +0:28,903     |                     |
| 9                 | 13        | 16 | Stéphane Richelmi   | Trident Racing          | 25   | +0:29,230     |                     |
| 10                | 9         | 27 | Rio Haryanto        | Carlin                  | 25   | +0:29,568     |                     |
| 11                | 8         | 10 | Esteban Gutiérrez   | Lotus GP                | 25   | +0:31,182     | [ 4 ]               |
| 12                | 1         | 26 | Max Chilton         | Carlin                  | 25   | +0:32,116     |                     |
| 13                | 8         | 21 | Daniël de Jong      | Rapax                   | 25   | +0:37,340     |                     |
| 14                | 2         | 6  | Nathanaël Berthon   | Racing Engineering      | 25   | +0:39,130     |                     |
| 15                | 8         | 22 | Simon Trummer       | Arden International     | 25   | +0:49,936     |                     |
| 16                | 8         | 15 | Fabio Onidi         | Scuderia Coloni         | 25   | +0:54,918     |                     |
| 17                | 8         | 1  | Johnny Cecotto Jr.  | Barwa Addax             | 25   | +0:58,788     |                     |
| 18                | 1         | 20 | Ricardo Teixeira    | Rapax                   | 25   | +1:25,639     |                     |
| 19                | 7         | 19 | René Binder         | Venezuela GP Lazarus    | 24   | +1 okr.       |                     |
| 20                | 9         | 14 | Stefano Coletti     | Scuderia Coloni         | 22   | +3 okr.       | kolizja z Guerinem  |
| Niesklasyfikowani |           |    |                     |                         |      |               |                     |
|                   |           | 24 | Victor Guerin       | Ocean Racing Technology | 21   |               | kolizja z Colettim  |
|                   |           | 8  | Jolyon Palmer       | iSport International    | 18   |               | kolizja z Razią     |
|                   |           | 18 | Sergio Canamasas    | Venezuela GP Lazarus    | 11   |               | kolizja z Berthonem |
|                   |           | 25 | Nigel Melker        | Ocean Racing Technology | 2    |               | wypadek             |
|                   |           | 11 | Rodolfo González    | Caterham Racing         | 0    |               | wypadek             |
|                   |           | 5  | Fabio Leimer        | Racing Engineering      | 0    |               | wypadek             |
| P                 | + / –     | Nr | Kierowca            | Konstruktor             | Okr. | Czas / Strata | Komentarz           |

#### Najszybsze okrążenie
| Nr | Kierowca          | Konstruktor | Czas     | Okr. |
| -- | ----------------- | ----------- | -------- | ---- |
| 10 | Esteban Gutiérrez | Lotus GP    | 2:00,083 | 12   |

#### Premia za najszybsze okrążenie w TOP 10
| Nr | Kierowca            | Konstruktor     | Czas     | Okr. |
| -- | ------------------- | --------------- | -------- | ---- |
| 12 | Giedo van der Garde | Caterham Racing | 2:00,666 | 12   |

#### Prowadzenie w wyścigu
| Nr                              | Kierowca            | Okrążenia  | Suma |
| ------------------------------- | ------------------- | ---------- | ---- |
| 12                              | Giedo van der Garde | 5-18       | 13   |
| 7                               | Marcus Ericsson     | 3-5, 22-25 | 6    |
| 16                              | Stéphane Richelmi   | 18-22      | 4    |
| 27                              | Rio Haryanto        | 1-3        | 2    |
| \| Wykres \| \| ------ \| \| \| |                     |            |      |
| Wykres                          |                     |            |      |
|                                 |                     |            |      |

### Sprint

#### Wyścig
Źródło: Wyprzedź Mnie!
| P                 | + / – | Nr | Kierowca            | Konstruktor             | Okr. | Czas / Strata | Komentarz             |
| ----------------- | ----- | -- | ------------------- | ----------------------- | ---- | ------------- | --------------------- |
| 1                 | 4     | 2  | Josef Král          | Barwa Addax             | 18   | 36:59,474     |                       |
| 2                 | 1     | 4  | Felipe Nasr         | DAMS                    | 18   | +0:05,109     |                       |
| 3                 | 4     | 9  | James Calado        | Lotus GP                | 18   | +0:05,290     |                       |
| 4                 | 4     | 7  | Marcus Ericsson     | iSport International    | 18   | +0:06,335     |                       |
| 5                 | 19    | 5  | Fabio Leimer        | Racing Engineering      | 18   | +0:11,041     |                       |
| 6                 | 3     | 16 | Stéphane Richelmi   | Trident Racing          | 18   | +0:24,694     |                       |
| 7                 | 3     | 27 | Rio Haryanto        | Carlin                  | 18   | +0:25,237     |                       |
| 8                 | 12    | 14 | Stefano Coletti     | Scuderia Coloni         | 18   | +0:25,957     |                       |
| 9                 | 7     | 17 | Julián Leal         | Trident Racing          | 18   | +0:26,257     |                       |
| 10                | 12    | 8  | Jolyon Palmer       | iSport International    | 18   | +0:27,441     |                       |
| 11                | 2     | 21 | Daniël de Jong      | Rapax                   | 18   | +0:32,681     |                       |
| 12                | 4     | 15 | Fabio Onidi         | Scuderia Coloni         | 18   | +0:35,830     |                       |
| 13                | 2     | 10 | Esteban Gutiérrez   | Lotus GP                | 18   | +0:35,928     |                       |
| 14                | 9     | 11 | Rodolfo González    | Caterham Racing         | 18   | +0:37,222     |                       |
| 15                | 3     | 20 | Ricardo Teixeira    | Rapax                   | 18   | +0:37,867     |                       |
| 16                | 1     | 22 | Simon Trummer       | Arden International     | 18   | +0:38,387     |                       |
| 17                | 2     | 19 | René Binder         | Venezuela GP Lazarus    | 18   | +0:41,470     |                       |
| 18                | 3     | 24 | Victor Guerin       | Ocean Racing Technology | 18   | +0:47,175     |                       |
| 19                | 5     | 6  | Nathanaël Berthon   | Racing Engineering      | 18   | +0:52,735     |                       |
| 20                | 17    | 23 | Luiz Razia          | Arden International     | 18   | +0:56,434     |                       |
| 21                | 16    | 12 | Giedo van der Garde | Caterham Racing         | 18   | +1:19,121     |                       |
| 22                | 10    | 26 | Max Chilton         | Carlin                  | 18   | +1:22,927     |                       |
| Niesklasyfikowani |       |    |                     |                         |      |               |                       |
|                   |       | 18 | Sergio Canamasas    | Venezuela GP Lazarus    | 9    |               | wypadek               |
|                   |       | 3  | Davide Valsecchi    | DAMS                    | 9    |               | uszkodzenia z wypadku |
|                   |       | 1  | Johnny Cecotto Jr.  | Barwa Addax             | 0    |               | wypadek               |
| Nie Wystartowali  |       |    |                     |                         |      |               |                       |
|                   |       | 25 | Nigel Melker        | Ocean Racing Technology |      |               |                       |
| P                 | + / – | Nr | Kierowca            | Konstruktor             | Okr. | Czas / Strata | Komentarz             |

#### Najszybsze okrążenie
| Nr | Kierowca    | Konstruktor | Czas     | Okr. |
| -- | ----------- | ----------- | -------- | ---- |
| 26 | Max Chilton | Carlin      | 1:59,201 | 15   |

#### Premia za najszybsze okrążenie w TOP 10
| Nr | Kierowca        | Konstruktor     | Czas     | Okr. |
| -- | --------------- | --------------- | -------- | ---- |
| 14 | Stefano Coletti | Scuderia Coloni | 2:01,763 | 5    |

#### Prowadzenie w wyścigu
| Nr                              | Kierowca    | Okrążenia | Suma |
| ------------------------------- | ----------- | --------- | ---- |
| 4                               | Felipe Nasr | 1-2       | 1    |
| 2                               | Josef Král  | 2-18      | 17   |
| \| Wykres \| \| ------ \| \| \| |             |           |      |
| Wykres                          |             |           |      |
|                                 |             |           |      |

## Lista startowa
René Binder zmienił Giancarlo Serenelliego w bolidzie Venezuela GP Lazarus.
| Team                    | Nr | Kierowca            |
| ----------------------- | -- | ------------------- |
| Barwa Addax             | 1  | Johnny Cecotto Jr.  |
| Barwa Addax             | 2  | Josef Král          |
| DAMS                    | 3  | Davide Valsecchi    |
| DAMS                    | 4  | Felipe Nasr         |
| Racing Engineering      | 5  | Fabio Leimer        |
| Racing Engineering      | 6  | Nathanaël Berthon   |
| iSport International    | 7  | Marcus Ericsson     |
| iSport International    | 8  | Jolyon Palmer       |
| Lotus GP                | 9  | James Calado        |
| Lotus GP                | 10 | Esteban Gutiérrez   |
| Caterham Racing         | 11 | Rodolfo González    |
| Caterham Racing         | 12 | Giedo van der Garde |
| Scuderia Coloni         | 14 | Stefano Coletti     |
| Scuderia Coloni         | 15 | Fabio Onidi         |
| Trident Racing          | 16 | Stéphane Richelmi   |
| Trident Racing          | 17 | Julián Leal         |
| Venezuela GP Lazarus    | 18 | Sergio Canamasas    |
| Venezuela GP Lazarus    | 19 | René Binder         |
| Rapax                   | 20 | Ricardo Teixeira    |
| Rapax                   | 21 | Daniël de Jong      |
| Arden International     | 22 | Simon Trummer       |
| Arden International     | 23 | Luiz Razia          |
| Ocean Racing Technology | 24 | Victor Guerin       |
| Ocean Racing Technology | 25 | Nigel Melker        |
| Carlin                  | 26 | Max Chilton         |
| Carlin                  | 27 | Rio Haryanto        |

## Klasyfikacja po zakończeniu rundy

### Kierowcy
| P  | +/− | Kierowca            | Starty | Punkty | P1 | P2 | P3 | PP | NO | NS |
| -- | --- | ------------------- | ------ | ------ | -- | -- | -- | -- | -- | -- |
| 1  | 0   | Luiz Razia          | 20     | 204    | 4  | 2  | 3  | -  | 3  | -  |
| 2  | 0   | Davide Valsecchi    | 20     | 204    | 3  | 3  | 3  | 2  | 3  | 3  |
| 3  | +1  | James Calado        | 20     | 140    | 2  | 3  | 2  | 1  | 2  | 2  |
| 4  | −1  | Esteban Gutiérrez   | 20     | 150    | 3  | 2  | 1  | -  | 4  | 1  |
| 5  | 0   | Giedo van der Garde | 20     | 141    | 1  | 1  | 3  | 2  | 2  | -  |
| 6  | 0   | Max Chilton         | 20     | 124    | 1  | 1  | 1  | 1  | -  | 1  |
| 7  | 0   | Fabio Leimer        | 20     | 103    | -  | 2  | 1  | 1  | 1  | 2  |
| 8  | +4  | Marcus Ericsson     | 20     | 89     | 1  | 2  | -  | -  | 1  | 3  |
| 9  | 0   | Felipe Nasr         | 20     | 85     | -  | 1  | 3  | -  | -  | 3  |
| 10 | −2  | Johnny Cecotto Jr.  | 20     | 80     | 2  | 1  | -  | 1  | 1  | 9  |
| 11 | −1  | Jolyon Palmer       | 18     | 62     | 1  | -  | 1  | -  | -  | 3  |
| 12 | −1  | Nathanaël Berthon   | 20     | 59     | -  | 2  | -  | -  | -  | 1  |
| 13 | +2  | Rio Haryanto        | 20     | 36     | -  | -  | -  | 1  | 1  | 1  |
| 14 | −1  | Stefano Coletti     | 20     | 35     | -  | -  | 1  | -  | 1  | 5  |
| 15 | −1  | Tom Dillmann        | 14     | 29     | 1  | -  | -  | -  | -  | 3  |
| 16 | +8  | Josef Král          | 16     | 27     | 1  | -  | -  | -  | -  | 2  |
| 17 | 0   | Stéphane Richelmi   | 20     | 25     | -  | -  | 1  | -  | -  | 4  |
| 18 | −2  | Nigel Melker        | 19     | 25     | -  | -  | -  | -  | -  | 3  |
| 19 | −1  | Fabio Onidi         | 20     | 13     | -  | -  | -  | -  | -  | 2  |
| 20 | +1  | Julián Leal         | 20     | 7      | -  | -  | -  | -  | -  | 1  |
| 21 | −2  | Rodolfo González    | 20     | 6      | -  | -  | -  | -  | -  | 3  |
| 22 | −2  | Simon Trummer       | 20     | 4      | -  | -  | -  | -  | -  | -  |
| 23 | −1  | Fabrizio Crestani   | 14     | 1      | -  | -  | -  | -  | -  | 4  |
| 24 | 0   | Brendon Hartley     | 4      | 1      | -  | -  | -  | -  | -  | 1  |
| 25 | 0   | Daniël de Jong      | 8      | 0      | -  | -  | -  | -  | -  | 1  |
| 26 | 0   | Dani Clos           | 6      | 0      | -  | -  | -  | -  | -  | 2  |
| 27 | 0   | Sergio Canamasas    | 6      | 0      | -  | -  | -  | -  | -  | 2  |
| 28 | 0   | Ricardo Teixeira    | 18     | 0      | -  | -  | -  | -  | -  | 3  |
| 29 | 0   | Giancarlo Serenelli | 18     | 0      | -  | -  | -  | -  | -  | 4  |
| 30 | 0   | Victor Guerin       | 14     | 0      | -  | -  | -  | -  | -  | 4  |
| 31 | N   | René Binder         | 2      | 0      | -  | -  | -  | -  | -  | -  |
| 32 | −1  | Jon Lancaster       | 2      | 0      | -  | -  | -  | -  | -  | 1  |
| P  | +/− | Kierowca            | Starty | Punkty | P1 | P2 | P3 | PP | NO | NS |

### Konstruktorzy
| P  | +/− | Konstruktor             | Starty | Punkty | P1 | P2 | P3 | PP | NO | NS |
| -- | --- | ----------------------- | ------ | ------ | -- | -- | -- | -- | -- | -- |
| 1  | 0   | Lotus GP                | 40     | 310    | 5  | 5  | 3  | 2  | 5  | 3  |
| 2  | 0   | DAMS                    | 40     | 289    | 3  | 4  | 6  | 2  | 4  | 5  |
| 3  | 0   | Arden International     | 40     | 208    | 4  | 2  | 3  | -  | 3  | -  |
| 4  | 0   | Racing Engineering      | 40     | 162    | -  | 4  | 1  | 1  | 1  | 3  |
| 5  | 0   | Carlin                  | 40     | 160    | 1  | 1  | 1  | 2  | 1  | 2  |
| 6  | +1  | iSport International    | 38     | 151    | 2  | 2  | 1  | -  | 1  | 6  |
| 7  | −1  | Caterham Racing         | 40     | 147    | 1  | 1  | 3  | 2  | 2  | 4  |
| 8  | 0   | Barwa Addax             | 40     | 107    | 3  | 1  | -  | 1  | 1  | 13 |
| 9  | +2  | Trident Racing          | 40     | 32     | -  | -  | 1  | -  | -  | 5  |
| 10 | −1  | Rapax                   | 40     | 29     | 1  | -  | -  | -  | -  | 7  |
| 11 | −1  | Ocean Racing Technology | 39     | 26     | -  | -  | -  | -  | -  | 9  |
| 12 | 0   | Venezuela GP Lazarus    | 40     | 1      | -  | -  | -  | -  | -  | 10 |
| -  | 0   | Scuderia Coloni         | 40     | 0 (48) | -  | -  | 1  | -  | 2  | 7  |
| P  | +/− | Konstruktor             | Starty | Punkty | P1 | P2 | P3 | PP | NO | NS |